# Melchor de Aymerich y Villajuana
Pour les articles homonymes, voir Aymerich.
 (octobre 2009).
Si vous disposez d'ouvrages ou d'articles de référence ou si vous connaissez des sites web de qualité traitant du thème abordé ici, merci de compléter l'article en donnant les références utiles à sa vérifiabilité et en les liant à la section « Notes et références ».
Melchor de Aymerich y Villajuana est un officier espagnol, né à Ceuta, Espagne, le 5 janvier 1754 ; il meurt à La Havane, Cuba, le 11 octobre 1836.

## Cursus militaire
Il intègre en 1762 le régiment de l'infanterie de Séville avec le grade de cadet. En 1775, il participe au débarquement d'Alger, en 1777 à l'expédition du fleuve de la Plata visant à reprendre la Colonia del Sacramento alors entre les mains des Portugais, et depuis 1793 dans la guerre contre la Convention française. Il devient, en 1800, commandant de l'artillerie de Séville. En 1802, il se marie à Algésiras avec Josefa Espinosa de los Monteros y Avilés. Il retourne en Amérique peu après, nommé commandant militaire de Cuenca.

## Révolution hispano-américaine
Le 2 mai 1808, la population de Madrid s'insurge contre les armées napoléonienne dans la guerre d'indépendance espagnole. À l'Audience de Quito se met en place un mouvement révolutionnaire avec, à sa tête, Juan Pío Montúfar (es). Le 20 octobre 1809, Aymerich quitte Cuenca avec 1 800 hommes et part vers le nord, rencontrant à Ambato les forces de Lima mandées par Manuel Arredondo (es) et envoyées par le vice-roi José Fernando de Abascal. Réunis, ils entrèrent dans Quito. De retour à Cuenca, il connut les faits produits contre les révolutionnaires de Quito et une nouvelle réunion de Montúfar.
Aymerich est promu, et le nouveau président de l'Audience, Joaquin Molina, qui est à Cuenca, mobilise des forces contre Montufar. Le 17 février 1811, les milices de Cuenca, commandées par Aymerich combattent à Peredones contre les quitéños. L'issue est indécise mais Montufar n'a pas pris Cuenca et Aymerich a pris de l'avantage à Azogues. Le président Joaquin Molina est remplacé par Toribia Montes. En 1812, Aymerich bat le colonel insurgé Francisco Garcia Carleron à Verdeloma et poursuit ce dernier jusqu'à Quito où il pacifie l'audience. En juin 1813, il est promu maréchal de camp, et en 1814, il déroute Antonio Nariño devant Pasto.
De 1816 à 1817, il occupe la présidence de Quito. En 1820, il préside à nouveau l'audience et commande également les forces armées qui combattent la révolution de Guayaquil la même année. Il capitule devant Antonio José de Sucre en 1822 à la suite de la bataille de Pichincha.

## Exil
Aymerich meurt en exil à Cuba le 11 octobre 1836 avec le grade de lieutenant général.

## Source
- (es) Melchor de Aymerich y Villajuana